# 馬馬羅內克 (紐約州)
馬馬羅內克（英語：Mamaroneck）是一個位於美國紐約州西徹斯特縣的鎮。

## 人口
根據2020年美國人口普查的數據，馬馬羅內克的面積為36.43平方千米，當中陸地面積為17.23平方千米，而水域面積為19.19平方千米。當地共有人口31758人，而人口密度為每平方千米872人。